# دهشاد بالا
دهشاد بالا'''، روستایی از توابع [[بخش مرکزی شهرستان شهریار|بخش مرکزی]] [[شهرستان شهریار]] در [[استان تهران]] [[ایران]] است،روستای دهشاد بالا از شرق به [[نصیراباد بدر]]،از جنوب به [[دهشاد پایین]] ،از غرب به [[الورد]] و از شمال به [[اسکمان]] و [[بالابان]] مشرف میباشد،دهشاد بالا دارای اب و هوایی معتدل است ،همواره در فصل بهار هوایی مطبوع ،در تابستان هوایی گرم ،و در زمستان هوایی سرد دارد، این روستا بخاطر داشتن خاک حاصلخیز همواره یکی از قطب های اصلی بخش [[کشاورزی]] در شهرستان شهریار بوده است.به همین خاطر پیشه اصلی اهالی این روستا کشاورزی و باغ داری میباشد..خانواده های معروف این روستا عبارتند از خانواده یوسفی [[معنوی پور]] ، فلاح ، شمس ، قطب آبادی، زارع جعفری، زهرائی، تاجیک، چهارلنگ ، جباری ،بهزادی، شریفی،شیرازی،آقایی که و اکثر آنها مهاجرانی از شهرهای [[شهربابک]] [[انار (کرمان)|انار]] از استان کرمان و [[یزد]] میباشند در بین آنها مهاجرینی از اقوام [[بختیاری]] نیز وجود دارد که به این مکان مهاجرت کرده اند. نام این روستا که بعد ها به دو روستای در ابتدا نامهای ده شاه بالا بوده است که بعد ها به نام دهشاد بالا تغییر نام داده است .نمساحتمساحت دهشاد بالا در حدود ۲۲۲ هکتار میباشد که از اراضی موقوفه میباشد.پلاک ثبتی دهشاد بالا ۵۷ اصلی میباشد.'''

## جمعیت
این روستا در دهستان رزکان قرار دارد و براساس سرشماری مرکز آمار ایران در سال ۱۳۸۵، جمعیت آن ۳٬۰۶۵ نفر (۷۶۰خانوار) بوده‌است.